# Stefanów Barczewski Pierwszy
Stefanów Barczewski Pierwszy – wieś w Polsce położona w województwie łódzkim, w powiecie sieradzkim, w gminie Brzeźnio.
| SIMC    | Nazwa    | Rodzaj    |
| ------- | -------- | --------- |
| 0700186 | Wiatraki | część wsi |

W latach 1975–1998 miejscowość administracyjnie należała do województwa sieradzkiego.